# Academia estatal de coreografía de Moscú
La Academia estatal de coreografía de Moscú, conocida comúnmente como Escuela de Ballet del Teatro Bolshói, es una de las más antiguas y prestigiosas escuelas de ballet del mundo ubicada en Moscú, Rusia, constituye la escuela afiliada al Ballet Bolshói, uno de los ballets más reconocidos mundialmente. 
El ballet Bolshói recibe la mayoría de sus miembros de la Academia, igual que otras compañías de la capital rusa.  Numerosos coreógrafos, instructores y graduados de la academia han logrado renombre en el ballet ruso e internacional, incluyendo figuras como Maia Plisiétskaia, una de las dos únicas bailarinas de Rusia que han recibido el título de prima ballerina assoluta.
La academia fue galardonado con el elogio del Ministro de Relaciones Exteriores de Japón por sus contribuciones a la promoción del intercambio cultural a través del arte entre Japón y Rusia el 1 de diciembre de 2020.

## Historia
Bolshói es la escuela coreográfica más antigua de Moscù, fundada como orfanato por orden de Catalina II en 1763, aunque no fue hasta 1773 que se dictaron allí las primeras clases de danza. Otros nombres con que se conoce a la institución son Instituto coreográfico de Moscú, Escuela de ballet de Moscú, Escuela de ballet del Bolshói, Escuela de ballet del Teatro Bolshói.

## Método y educación
El método de educación del Bolshói se basa en un entrenamiento comprehensivo y clásico que se coordina cuidadosamente con la habilidad de los alumnos. El programa incluye técnicas de ballet, Repertorio, Pas de deux, Jazz, Danza de carácter, y danza histórica.
La academia ofrece un equipo de maestros con experiencia internacional. Todas las clases son cuidadosamente graduadas por edad y nivel técnico, y cada alumno recibe la atención individual necesaria para su progreso. Niños y jóvenes de nueve a dieciocho años asisten a clases académicas además de su riguroso entrenamiento en danza usando el método Vagánova. Muchos de ellos viven como internos en la misma escuela. 
Anualmente se realizan audiciones para los estudiantes buscando vocaciones para el programa de tiempo completo que ofrece. 

## Infraestructura
El Bolshói tiene una de las mejores infraestructuras disponibles para la enseñanza de la danza: veinte grandes estudios con piso antideslizante especial para danza, vestuarios con duchas y roperos, áreas de estudio, y sala de fisioterapia. Los altos cielorrasos permiten las clases de Pas de Deux y se cuenta además con dos niveles de barras de ballet para niños y adultos.

## Alumnos
Algunos de los exalumnos del Bolshói: 
- Anastasia Nabokina
- Andris Liepa
- Asaf Messerer
- Borís Akímov
- Yekaterina Maksímova
- Ígor Moiséyev
- Irek Mujamédov
- Maris Liepa
- Maya Plisétskaya
- Azari Plisetsky
- Mijaíl Lavrovski
- Mijaíl Mordkin
- Natalia Bessmértnova
- Nikolái Tsiskaridze
- Nina Ananiashvili
- Olga Lepeshínskaya
- Polina Semiónova
- Serguéi Filin
- Sofia Golóvkina
- Vasili Tijomírov
- Vladímir Malájov
- Vladímir Vasíliev
- Viacheslav Gordéiev
- Yekaterina Geltzer
- Yuri Vladímirov